# Lijst van afleveringen van How I Met Your Mother
Hieronder staat een lijst met afleveringen van de Amerikaanse sitcom How I Met Your Mother.

## Overzicht
| Seizoen | Afleveringen | Originele uitzenddatum | Originele uitzenddatum | Originele uitzenddatum | Verschijningsdatum dvd | Verschijningsdatum dvd | Verschijningsdatum dvd | Verschijningsdatum dvd |
| Seizoen | Afleveringen | Seizoen                | Begin                  | Eind                   | Regio 1                | Regio 2                | Regio 4                | Aantal schijven        |
| ------- | ------------ | ---------------------- | ---------------------- | ---------------------- | ---------------------- | ---------------------- | ---------------------- | ---------------------- |
| 1       | 22           | 2005-2006              | 19 september 2005      | 15 mei 2006            | 21 november 2005       | 7 mei 2006             | 10 januari 2007        | 4                      |
| 2       | 22           | 2006-2007              | 18 september 2006      | 14 mei 2007            | 2 oktober 2007         | 8 februari 2008        | 8 april 2008           | 4                      |
| 3       | 20           | 2007-2008              | 24 september 2007      | 19 mei 2008            | 7 oktober 2008         | 10 mei 2010            | 11 februari 2009       | 4                      |
| 4       | 24           | 2008-2009              | 22 september 2008      | 18 mei 2009            | 29 september 2009      | 19 juli 2010           | 27 oktober 2009        | 3                      |
| 5       | 24           | 2009-2010              | 21 september 2009      | 24 mei 2010            | 21 september 2010      | 8 november 2010        | 27 oktober 2010        | 3                      |
| 6       | 24           | 2010-2011              | 20 september 2010      | 16 mei 2011            | 27 september 2011      | 3 oktober 2011         | 5 oktober 2011         | 3                      |
| 7       | 24           | 2011-2012              | 19 september 2011      | 14 mei 2012            | 2 oktober 2012         |                        |                        | 3                      |
| 8       | 24           | 2012-2013              | 24 september 2012      | 13 mei 2013            | 1 oktober 2011         |                        |                        | 3                      |
| 9       | 24           | 2013-2014              | 23 september 2013      | 31 maart 2014          | 23 september 2014      |                        |                        | 3                      |

## Seizoen 1 (2005–2006)
| Nr. | #  | Titel                               | Regisseur     | Schrijver(s)               | Originele uitzenddatum | Productiecode |
| --- | -- | ----------------------------------- | ------------- | -------------------------- | ---------------------- | ------------- |
| 1   | 1  | "Pilot"                             | Pamela Fryman | Carter Bays & Craig Thomas | 19 september 2005      | 1ALH01        |
| 2   | 2  | "Purple Giraffe"                    | Pamela Fryman | Carter Bays & Craig Thomas | 26 september 2005      | 1ALH02        |
| 3   | 3  | "Sweet Taste of Liberty"            | Pamela Fryman | Phil Lord & Chris Miller   | 3 oktober 2005         | 1ALH03        |
| 4   | 4  | "Return of the Shirt"               | Pamela Fryman | Kourtney Kang              | 10 oktober 2005        | 1ALH04        |
| 5   | 5  | "Okay Awesome"                      | Pamela Fryman | Chris Harris               | 17 oktober 2005        | 1ALH05        |
| 6   | 6  | "Slutty Pumpkin"                    | Pamela Fryman | Brenda Hsueh               | 24 oktober 2005        | 1ALH06        |
| 7   | 7  | "Matchmaker"                        | Pamela Fryman | Sam Johnson & Chris Marcil | 7 november 2005        | 1ALH07        |
| 8   | 8  | "The Duel"                          | Pamela Fryman | Gloria Calderon Kellett    | 14 november 2005       | 1ALH08        |
| 9   | 9  | "Belly Full of Turkey"              | Pamela Fryman | Phil Lord & Chris Miller   | 21 november 2005       | 1ALH09        |
| 10  | 10 | "The Pineapple Incident"            | Pamela Fryman | Carter Bays & Craig Thomas | 28 november 2005       | 1ALH10        |
| 11  | 11 | "The Limo"                          | Pamela Fryman | Sam Johnson & Chris Marcil | 19 december 2005       | 1ALH11        |
| 12  | 12 | "The Wedding"                       | Pamela Fryman | Kourtney Kang              | 9 januari 2006         | 1ALH12        |
| 13  | 13 | "Drumroll, Please"                  | Pamela Fryman | Gloria Calderon Kellett    | 23 januari 2006        | 1ALH13        |
| 14  | 14 | "Zip, Zip, Zip"                     | Pamela Fryman | Brenda Hsueh               | 6 januari 2006         | 1ALH14        |
| 15  | 15 | "Game Night"                        | Pamela Fryman | Chris Harris               | 27 februari 2006       | 1ALH15        |
| 16  | 16 | "Cupcake"                           | Pamela Fryman | Maria Farrari              | 6 maart 2006           | 1ALH16        |
| 17  | 17 | "Life Among the Gorillas"           | Pamela Fryman | Carter Bays & Craig Thomas | 20 maart 2006          | 1ALH17        |
| 18  | 18 | "Nothing Good Happens After 2 A.M." | Pamela Fryman | Carter Bays & Craig Thomas | 10 april 2006          | 1ALH18        |
| 19  | 19 | "Mary the Paralegal"                | Pamela Fryman | Chris Harris               | 24 april 2006          | 1ALH19        |
| 20  | 20 | "Best Prom Ever"                    | Pamela Fryman | Ira Ungerleider            | 1 mei 2006             | 1ALH20        |
| 21  | 21 | "Milk"                              | Pamela Fryman | Carter Bays & Craig Thomas | 8 mei 2006             | 1ALH21        |
| 22  | 22 | "Come On"                           | Pamela Fryman | Carter Bays & Craig Thomas | 15 mei 2006            | 1ALH22        |

## Seizoen 2 (2006–2007)
| Nr. | #  | Titel                       | Regisseur     | Schrijver(s)               | Originele uitzenddatum | Productiecode |
| --- | -- | --------------------------- | ------------- | -------------------------- | ---------------------- | ------------- |
| 23  | 1  | "Where Were We?"            | Pamela Fryman | Carter Bays & Craig Thomas | 18 september 2006      | 2ALH01        |
| 24  | 2  | "The Scorpion and the Toad" | Rob Greenberg | Chris Harris               | 25 september 2006      | 2ALH02        |
| 25  | 3  | "Brunch"                    | Pamela Fryman | Stephen Lloyd              | 2 oktober 2006         | 2ALH03        |
| 26  | 4  | "Ted Mosby: Architect"      | Pamela Fryman | Kristen Newman             | 9 oktober 2006         | 2ALH04        |
| 27  | 5  | "World's Greatest Couple"   | Pamela Fryman | Brenda Hsueh               | 16 oktober 2006        | 2ALH05        |
| 28  | 6  | "Aldrin Justice"            | Pamela Fryman | Jamie Rhonheimer           | 23 oktober 2006        | 2ALH06        |
| 29  | 7  | "Swarley"                   | Pamela Fryman | Greg Malins                | 6 november 2006        | 2ALH07        |
| 30  | 8  | "Atlantic City"             | Pamela Fryman | Maria Ferrari              | 13 november 2006       | 2ALH08        |
| 31  | 9  | "Slap Bet"                  | Pamela Fryman | Kourtney Kang              | 20 november 2006       | 2ALH09        |
| 32  | 10 | "Single Stamina"            | Pamela Fryman | Kristen Newman             | 27 november 2006       | 2ALH10        |
| 33  | 11 | "How Lily Stole Christmas"  | Pamela Fryman | Brenda Hsueh               | 11 december 2006       | 2ALH11        |
| 34  | 12 | "First Time in New York"    | Pamela Fryman | Gloria Calderon Kellett    | 8 januari 2007         | 2ALH12        |
| 35  | 13 | "Columns"                   | Rob Greenberg | Matt Kuhn                  | 22 januari 2007        | 2ALH13        |
| 36  | 14 | "Monday Night Football"     | Rob Greenberg | Carter Bays & Craig Thomas | 5 februari 2007        | 2ALH14        |
| 37  | 15 | "Lucky Penny"               | Pamela Fryman | Jamie Rhonheimer           | 12 februari 2007       | 2ALH15        |
| 38  | 16 | "Stuff"                     | Pamela Fryman | Kourtney Kang              | 19 februari 2007       | 2ALH16        |
| 39  | 17 | "Arrivederci, Fiero"        | Pamela Fryman | Chris Harris               | 26 februari 2007       | 2ALH17        |
| 40  | 18 | "Moving Day"                | Pamela Fryman | Maria Ferrari              | 19 maart 2007          | 2ALH18        |
| 41  | 19 | "Bachelor Party"            | Pamela Fryman | Carter Bays & Craig Thomas | 9 april 2007           | 2ALH19        |
| 42  | 20 | "Showdown"                  | Pamela Fryman | Gloria Calderon Kellett    | 30 april 2007          | 2ALH20        |
| 43  | 21 | "Something Borrowed"        | Pamela Fryman | Greg Malins                | 7 mei 2007             | 2ALH21        |
| 44  | 22 | "Something Blue"            | Pamela Fryman | Carter Bays & Craig Thomas | 14 mei 2007            | 2ALH22        |

## Seizoen 3 (2007–2008)
| Nr. | #  | Titel                     | Regisseur     | Schrijver(s)                             | Originele uitzenddatum | Productiecode |
| --- | -- | ------------------------- | ------------- | ---------------------------------------- | ---------------------- | ------------- |
| 45  | 1  | "Wait for It"             | Pamela Fryman | Carter Bays & Craig Thomas               | 24 september 2007      | 3ALH01        |
| 46  | 2  | "We're Not from Here"     | Pamela Fryman | Chris Harris                             | 1 oktober 2007         | 3ALH02        |
| 47  | 3  | "Third Wheel"             | Pamela Fryman | David Hemingson                          | 8 oktober 2007         | 3ALH03        |
| 48  | 4  | "Little Boys"             | Rob Greenberg | Kourtney Kang                            | 15 oktober 2007        | 3ALH04        |
| 49  | 5  | "How I Met Everyone Else" | Pamela Fryman | Gloria Calderon Kellett                  | 22 oktober 2007        | 3ALH05        |
| 50  | 6  | "I'm Not That Guy"        | Pamela Fryman | Jonathan Groff                           | 29 oktober 2007        | 3ALH06        |
| 51  | 7  | "Dowisetrepla"            | Pamela Fryman | Brenda Hsueh                             | 5 november 2007        | 3ALH07        |
| 52  | 8  | "Spoiler Alert"           | Pamela Fryman | Stephen Lloyd                            | 12 november 2007       | 3ALH08        |
| 53  | 9  | "Slapsgiving"             | Pamela Fryman | Matt Kuhn                                | 19 november 2007       | 3ALH09        |
| 54  | 10 | "The Yips"                | Pamela Fryman | Jamie Rhonheimer                         | 26 november 2007       | 3ALH10        |
| 55  | 11 | "The Platinum Rule"       | Pamela Fryman | Carter Bays & Craig Thomas               | 10 december 2007       | 3ALH11        |
| 56  | 12 | "No Tomorrow"             | Pamela Fryman | Gloria Calderon Kellett                  | 17 maart 2008          | 3ALH12        |
| 57  | 13 | "Ten Sessions"            | Pamela Fryman | Chris Harris, Carter Bays & Craig Thomas | 24 maart 2008          | 3ALH13        |
| 58  | 14 | "The Bracket"             | Pamela Fryman | Joe Kelly                                | 31 maart 2008          | 3ALH14        |
| 59  | 15 | "The Chain of Screaming"  | Pamela Fryman | Carter Bays & Craig Thomas               | 14 april 2008          | 3ALH15        |
| 60  | 16 | "Sandcastles in the Sand" | Pamela Fryman | Kourtney Kang                            | 21 april 2008          | 3ALH16        |
| 61  | 17 | "The Goat"                | Pamela Fryman | Stephen Llyod                            | 28 april 2008          | 3ALH17        |
| 62  | 18 | "Rebound Bro"             | Pamela Fryman | Jamie Rhonheimer                         | 5 mei 2008             | 3ALH18        |
| 63  | 19 | "Everything Must Go"      | Pamela Fryman | Jonathan Groff & Chris Harris            | 12 mei 2008            | 3ALH19        |
| 64  | 20 | "Miracles"                | Pamela Fryman | Carter Bays & Craig Thomas               | 19 mei 2008            | 3ALH20        |

## Seizoen 4 (2008–2009)
| Nr. | #  | Titel                         | Regisseur     | Schrijver(s)                  | Originele uitzenddatum | Productiecode |
| --- | -- | ----------------------------- | ------------- | ----------------------------- | ---------------------- | ------------- |
| 65  | 1  | "Do I Know You?"              | Pamela Fryman | Carter Bays & Craig Thomas    | 22 september 2008      | 4ALH01        |
| 66  | 2  | "The Best Burger in New York" | Pamela Fryman | Carter Bays & Craig Thomas    | 29 september 2008      | 4ALH02        |
| 67  | 3  | "I Heart NJ"                  | Pamela Fryman | Greg Malins                   | 6 oktober 2008         | 4ALH03        |
| 68  | 4  | "Intervention"                | Pamela Fryman | Stephen Lloyd                 | 10 oktober 2008        | 4ALH04        |
| 69  | 5  | "Shelter Island"              | Pamela Fryman | Chris Harris                  | 13 oktober 2008        | 4ALH05        |
| 70  | 6  | "Happily Ever After"          | Pamela Fryman | Jamie Rhonheimer              | 20 oktober 2008        | 4ALH06        |
| 71  | 7  | "Not a Father's Day"          | Pamela Fryman | Robia Rashid                  | 3 november 2008        | 4ALH07        |
| 72  | 8  | "Woooo!"                      | Pamela Fryman | Carter Bays & Craig Thomas    | 10 november 2008       | 4ALH08        |
| 73  | 9  | "The Naked Man"               | Pamela Fryman | Joe Kelly                     | 17 november 2008       | 4ALH09        |
| 74  | 10 | "The Fight"                   | Pamela Fryman | Theresa Mulligan Rosenthal    | 24 november 2008       | 4ALH10        |
| 75  | 11 | "Little Minnesota"            | Pamela Fryman | Chuck Tatham                  | 8 december 2008        | 4ALH11        |
| 76  | 12 | "Benefits"                    | Pamela Fryman | Kourtney Kang                 | 12 januari 2009        | 4ALH12        |
| 77  | 13 | "Three Days of Snow"          | Pamela Fryman | Matt Kuhn                     | 19 januari 2009        | 4ALH13        |
| 78  | 14 | "The Possimpible"             | Pamela Fryman | Jonathan Groff                | 2 februari 2009        | 4ALH14        |
| 79  | 15 | "The Stinsons"                | Pamela Fryman | Carter Bays & Craig Thomas    | 2 maart 2009           | 4ALH15        |
| 80  | 16 | "Sorry, Bro"                  | Pamela Fryman | Craig Gerard & Matthew Zinman | 9 maart 2009           | 4ALH16        |
| 81  | 17 | "The Front Porch"             | Rob Greenberg | Chris Harris                  | 16 maart 2009          | 4ALH17        |
| 82  | 18 | "Old King Clancy"             | Pamela Fryman | Jamie Rhonheimer              | 23 maart 2009          | 4ALH18        |
| 83  | 19 | "Murtaugh"                    | Pamela Fryman | Joe Kelly                     | 30 maart 2009          | 4ALH19        |
| 84  | 20 | "Mosbius Designs"             | Pamela Fryman | Kourtney Kang                 | 13 april 2009          | 4ALH20        |
| 85  | 21 | "The Three Days Rule"         | Pamela Fryman | Greg Malins                   | 27 april 2009          | 4ALH21        |
| 86  | 22 | "Right Place, Right Time"     | Pamela Fryman | Stephen Lloyd                 | 4 mei 2009             | 4ALH22        |
| 87  | 23 | "As Fast as She Can"          | Pamela Fryman | Carter Bays & Craig Thomas    | 11 mei 2009            | 4ALH23        |
| 88  | 24 | "The Leap"                    | Pamela Fryman | Carter Bays & Craig Thomas    | 18 mei 2009            | 4ALH24        |

## Seizoen 5 (2009–2010)
| Nr. | #  | Titel                                | Regisseur           | Schrijver(s)                  | Originele uitzenddatum | Productiecode |
| --- | -- | ------------------------------------ | ------------------- | ----------------------------- | ---------------------- | ------------- |
| 89  | 1  | "Definitions"                        | Pamela Fryman       | Carter Bays & Craig Thomas    | 21 september 2009      | 5ALH01        |
| 90  | 2  | "Double Date"                        | Pamela Fryman       | Matt Kuhn                     | 28 september 2009      | 5ALH02        |
| 91  | 3  | "Robin 101"                          | Pamela Fryman       | Carter Bays & Craig Thomas    | 5 oktober 2009         | 5ALH03        |
| 92  | 4  | "The Sexless Innkeeper"              | Pamela Fryman       | Kourtney Kang                 | 12 oktober 2009        | 5ALH04        |
| 93  | 5  | "Duel Citizenship"                   | Pamela Fryman       | Chuck Tatham                  | 19 oktober 2009        | 5ALH05        |
| 94  | 6  | "Bagpipes"                           | Pamela Fryman       | Robia Rashid                  | 2 november 2009        | 5ALH06        |
| 95  | 7  | "The Rough Patch"                    | Pamela Fryman       | Chris Harris                  | 9 november 2009        | 5ALH07        |
| 96  | 8  | "The Playbook"                       | Pamela Fryman       | Carter Bays & Craig Thomas    | 16 november 2009       | 5ALH08        |
| 97  | 9  | "Slapsgiving 2: Revenge of the Slap" | Pamela Fryman       | Jamie Rhonheimer              | 23 november 2009       | 5ALH09        |
| 98  | 10 | "The Window"                         | Pamela Fryman       | Joe Kelly                     | 7 december 2009        | 5ALH10        |
| 99  | 11 | "Last Cigarette Ever"                | Pamela Fryman       | Theresa Mulligan Rosenthal    | 14 december 2009       | 5ALH11        |
| 100 | 12 | "Girls Vs. Suits"                    | Pamela Fryman       | Carter Bays & Craig Thomas    | 11 januari 2010        | 5ALH12        |
| 101 | 13 | "Jenkins"                            | Neil Patrick Harris | Greg Malins                   | 18 januari 2010        | 5ALH13        |
| 102 | 14 | "Perfect Week"                       | Pamela Fryman       | Craig Gerard & Matthew Zinman | 1 februari 2010        | 5ALH14        |
| 103 | 15 | "Rabbit or Duck"                     | Pamela Fryman       | Carter Bays & Craig Thomas    | 8 februari 2010        | 5ALH15        |
| 104 | 16 | "Hooked"                             | Pamela Fryman       | Kourtney Kang                 | 1 maart 2010           | 5ALH16        |
| 105 | 17 | "Of Course"                          | Rob Greenberg       | Matt Kuhn                     | 8 maart 2010           | 5ALH17        |
| 106 | 18 | "Say Cheese"                         | Pamela Fryman       | Robia Rashid                  | 22 maart 2010          | 5ALH18        |
| 107 | 19 | "Zoo or False"                       | Pamela Fryman       | Stephen Lloyd                 | 12 april 2010          | 5ALH19        |
| 108 | 20 | "Home Wreckers"                      | Pamela Fryman       | Chris Harris                  | 19 april 2010          | 5ALH20        |
| 109 | 21 | "Twin Beds"                          | Pamela Fryman       | Theresa Mulligan Rosenthal    | 3 mei 2010             | 5ALH21        |
| 110 | 22 | "Robots Vs. Wrestlers"               | Rob Greenberg       | Jamie Rhonheimer              | 10 mei 2010            | 5ALH22        |
| 111 | 23 | "The Wedding Bride"                  | Pamela Fryman       | Stephen Lloyd                 | 17 mei 2010            | 5ALH23        |
| 112 | 24 | "Doppelgangers"                      | Pamela Fryman       | Carter Bays & Craig Thomas    | 14 mei 2010            | 5ALH24        |

## Seizoen 6 (2010–2011)
| Nr. | #  | Titel                        | Regisseur     | Schrijver(s)                  | Originele uitzenddatum | Productiecode |
| --- | -- | ---------------------------- | ------------- | ----------------------------- | ---------------------- | ------------- |
| 113 | 1  | "Big Days"                   | Pamela Fryman | Carter Bays & Craig Thomas    | 20 september 2010      | 6ALH01        |
| 114 | 2  | "Cleaning House"             | Pamela Fryman | Stephen Lloyd                 | 27 september 2010      | 6ALH02        |
| 115 | 3  | "Unfinished"                 | Pamela Fryman | Jamie Rhonheimer              | 4 oktober 2010         | 6ALH03        |
| 116 | 4  | "Subway Wars"                | Pamela Fryman | Chris Harris                  | 11 oktober 2010        | 6ALH04        |
| 117 | 5  | "Architect of Destruction"   | Pamela Fryman | Carter Bays & Craig Thomas    | 18 oktober 2010        | 6ALH05        |
| 118 | 6  | "Baby Talk"                  | Pamela Fryman | Joe Kelly                     | 25 oktober 2010        | 6ALH06        |
| 119 | 7  | "Canning Randy"              | Pamela Fryman | Chuck Tatham                  | 1 november 2010        | 6ALH07        |
| 120 | 8  | "Natural History"            | Pamela Fryman | Carter Bays & Craig Thomas    | 8 november 2010        | 6ALH08        |
| 121 | 9  | "Glitter"                    | Pamela Fryman | Kourtney Kang                 | 15 november 2010       | 6ALH09        |
| 122 | 10 | "Blitzgiving"                | Pamela Fryman | Theresa Mulligan Rosenthal    | 22 november 2010       | 6ALH10        |
| 123 | 11 | "The Mermaid Theory"         | Pamela Fryman | Robia Rashid                  | 6 december 2010        | 6ALH11        |
| 124 | 12 | "False Positive"             | Pamela Fryman | Craig Gerard & Matthew Zinman | 13 december 2010       | 6ALH12        |
| 125 | 13 | "Bad News"                   | Pamela Fryman | Jennifer Hendriks             | 3 januari 2011         | 6ALH13        |
| 126 | 14 | "Last Words"                 | Pamela Fryman | Carter Bays & Craig Thomas    | 17 januari 2011        | 6ALH14        |
| 127 | 15 | "Oh Honey"                   | Pamela Fryman | Carter Bays & Craig Thomas    | 7 februari 2011        | 6ALH15        |
| 128 | 16 | "Desperation Day"            | Pamela Fryman | Tami Sagher                   | 14 februari 2011       | 6ALH16        |
| 129 | 17 | "Garbage Island"             | Michael Shea  | Tom Ruprecht                  | 21 februari 2011       | 6ALH17        |
| 130 | 18 | "A Change of Heart"          | Pamela Fryman | Matt Kuhn                     | 28 februari 2011       | 6ALH18        |
| 131 | 19 | "Legendaddy"                 | Pamela Fryman | Dan Gregor & Doug Mand        | 21 maart 2011          | 6ALH19        |
| 132 | 20 | "The Exploding Meatball Sub" | Pamela Fryman | Stephen Lloyd                 | 11 april 2011          | 6ALH20        |
| 133 | 21 | "Hopeless"                   | Pamela Fryman | Chris Harris                  | 18 april 2011          | 6ALH21        |
| 134 | 22 | "The Perfect Cocktail"       | Pamela Fryman | Joe Kelly                     | 2 mei 2011             | 6ALH22        |
| 135 | 23 | "Landmarks"                  | Pamela Fryman | Carter Bays & Craig Thomas    | 9 mei 2011             | 6ALH23        |
| 136 | 24 | "Challenge Accepted"         | Pamela Fryman | Carter Bays & Craig Thomas    | 16 mei 2011            | 6ALH24        |

## Seizoen 7 (2011–2012)
| Nr. | #  | Titel                         | Regisseur     | Schrijver(s)                  | Originele uitzenddatum | Productiecode |
| --- | -- | ----------------------------- | ------------- | ----------------------------- | ---------------------- | ------------- |
| 137 | 1  | "The Best Man"                | Pamela Fryman | Carter Bays & Craig Thomas    | 19 september 2011      | 7ALH01        |
| 138 | 2  | "The Naked Truth"             | Pamela Fryman | Stephen Lloyd                 | 19 september 2011      | 7ALH02        |
| 139 | 3  | "Ducky Tie"                   | Rob Greenberg | Carter Bays & Craig Thomas    | 26 september 2011      | 7ALH03        |
| 140 | 4  | "The Stinson Missile Crisis"  | Pamela Fryman | Kourtney Kang                 | 3 oktober 2011         | 7ALH04        |
| 141 | 5  | "Field Trip"                  | Pamela Fryman | Jamie Rhonheimer              | 10 oktober 2011        | 7ALH05        |
| 142 | 6  | "Mystery vs. History"         | Pamela Fryman | Chuck Tatham                  | 17 oktober 2011        | 7ALH06        |
| 143 | 7  | "Noretta"                     | Pamela Fryman | Matt Kuhn                     | 24 oktober 2011        | 7ALH07        |
| 144 | 8  | "The Slutty Pumpkin Returns"  | Pamela Fryman | Tami Sagher                   | 31 oktober 2011        | 7ALH08        |
| 145 | 9  | "Disaster Averted"            | Pamela Fryman | Michael Shea                  | 7 november 2011        | 7ALH09        |
| 146 | 10 | "Tick Tick Tick..."           | Pamela Fryman | Chris Harris                  | 14 november 2011       | 7ALH10        |
| 147 | 11 | "The Rebound Girl"            | Pamela Fryman | Carter Bays & Craig Thomas    | 21 november 2011       | 7ALH11        |
| 148 | 12 | "Symphony of Illumination"    | Pamela Fryman | Joe Kelly                     | 5 december 2011        | 7ALH12        |
| 149 | 13 | "Tailgate"                    | Pamela Fryman | Carter Bays & Craig Thomas    | 2 januari 2012         | 7ALH13        |
| 150 | 14 | "46 Minutes"                  | Pamela Fryman | Dan Gregor & Doug Mond        | 16 januari 2012        | 7ALH14        |
| 151 | 15 | "The Burning Beekeeper"       | Pamela Fryman | Carter Bays & Craig Thomas    | 6 februari 2012        | 7ALH17        |
| 152 | 16 | "The Drunk Train"             | Pamela Fryman | Craig Gerard & Matthew Zinman | 13 februari 2012       | 6ALH16        |
| 153 | 17 | "No Pressure"                 | Pamela Fryman | George Sloan                  | 20 februari 2012       | 7ALH15        |
| 154 | 18 | "Karma"                       | Pamela Fryman | Stephen Lloyd                 | 27 februari 2012       | 7ALH18        |
| 155 | 19 | "The Broath"                  | Pamela Fryman | Carter Bays & Craig Thomas    | 19 maart 2012          | 7ALH19        |
| 156 | 20 | "Trilogy Time"                | Pamela Fryman | Kourtney Kang                 | 9 april 2012           | 7ALH23        |
| 157 | 21 | "Now We're Even"              | Pamela Fryman | Chuck Tatham                  | 16 april 2012          | 7ALH22        |
| 158 | 22 | "Good Crazy"                  | Pamela Fryman | Carter Bays & Craig Thomas    | 30 april 2012          | 7ALH20        |
| 159 | 23 | "The Magician's Code, Part 1" | Pamela Fryman | Jennifer Hendriks             | 14 mei 2012            | 7ALH21        |
| 160 | 24 | "The Magician's Code, Part 2" | Pamela Fryman | Carter Bays & Craig Thomas    | 14 mei 2012            | 7ALH24        |

## Seizoen 8 (2012–2013)
| Nr. | #  | Titel                          | Regisseur     | Schrijver(s)                  | Originele uitzenddatum | Productiecode |
| --- | -- | ------------------------------ | ------------- | ----------------------------- | ---------------------- | ------------- |
| 161 | 1  | "Farhampton"                   | Pamela Fryman | Carter Bays & Craig Thomas    | 24 september 2012      | 8ALH01        |
| 162 | 2  | "The Pre-Nup"                  | Pamela Fryman | Carter Bays & Craig Thomas    | 1 oktober 2012         | 8ALH02        |
| 163 | 3  | "Nannies"                      | Pamela Fryman | Chuck Tatham                  | 8 oktober 2012         | 8ALH03        |
| 164 | 4  | "Who Wants to Be a Godparent?" | Pamela Fryman | Matt Kuhn                     | 15 oktober 2012        | 8ALH04        |
| 165 | 5  | "The Autumn of Break-Ups"      | Pamela Fryman | Kourtney Kang                 | 5 november 2012        | 8ALH05        |
| 166 | 6  | "Splitsville"                  | Pamela Fryman | Stephen Lloyd                 | 12 november 2012       | 8ALH06        |
| 167 | 7  | "The Stamp Tramp"              | Pamela Fryman | Tami Sagher                   | 19 november 2012       | 8ALH07        |
| 168 | 8  | "Twelve Horny Women"           | Pamela Fryman | Eric Falconer & Romanski      | 26 november 2012       | 8ALH08        |
| 169 | 9  | "Lobster Crawl"                | Pamela Fryman | Barbara Adler                 | 3 december 2012        | 8ALH09        |
| 170 | 10 | "The Over-Correction"          | Pamela Fryman | Craig Gerard & Matthew Zinman | 10 december 2012       | 8ALH10        |
| 171 | 11 | "The Final Page, Part 1"       | Pamela Fryman | Dan Gregor & Doug Mand        | 17 december 2012       | 8ALH11        |
| 172 | 12 | "The Final Page, Part 2"       | Pamela Fryman | Carter Bays & Craig Thomas    | 17 december 2012       | 8ALH12        |
| 173 | 13 | "Band or DJ?"                  | Pamela Fryman | Carter Bays & Craig Thomas    | 14 januari 2013        | 8ALH13        |
| 174 | 14 | "Ring Up!"                     | Pamela Fryman | Jennifer Hendriks             | 21 januari 2013        | 8ALH14        |
| 175 | 15 | "P.S. I Love You"              | Pamela Fryman | Carter Bays & Craig Thomas    | 4 februari 2013        | 8ALH15        |
| 176 | 16 | "Bad Crazy"                    | Pamela Fryman | Carter Bays & Craig Thomas    | 11 februari 2013       | 8ALH16        |
| 177 | 17 | "The Ashtray"                  | Pamela Fryman | Carter Bays & Craig Thomas    | 18 februari 2013       | 8ALH17        |
| 178 | 18 | "Weekend at Barny's"           | Pamela Fryman | George Sloan                  | 25 februari 2013       | 8ALH18        |
| 179 | 19 | "The Fortress"                 | Michael Shea  | Stephen Lloyd                 | 18 maart 2013          | 8ALH19        |
| 180 | 20 | "The Time Travelers"           | Pamela Fryman | Carter Bays & Craig Thomas    | 25 maart 2013          | 8ALH20        |
| 181 | 21 | "Romeward Bound"               | Pamela Fryman | Chuck Tatham                  | 15 april 2013          | 8ALH21        |
| 182 | 22 | "The Bro Mitzvah"              | Pamela Fryman | Chris Harris                  | 29 april 2013          | 8ALH22        |
| 183 | 23 | "Something Old"                | Pamela Fryman | Carter Bays & Craig Thomas    | 6 mei 2013             | 8ALH23        |
| 184 | 24 | "Something New"                | Pamela Fryman | Carter Bays & Craig Thomas    | 13 mei 2013            | 8ALH24        |

## Seizoen 9 (2013–2014)
| Nr. | #  | Titel                                       | Regisseur     | Schrijver(s)                  | Originele uitzenddatum | Productiecode |
| --- | -- | ------------------------------------------- | ------------- | ----------------------------- | ---------------------- | ------------- |
| 185 | 1  | "The Locket"                                | Pamela Fryman | Carter Bays & Craig Thomas    | 23 september 2013      | 9ALH01        |
| 186 | 2  | "Coming Back"                               | Pamela Fryman | Carter Bays & Craig Thomas    | 23 september 2013      | 9ALH02        |
| 187 | 3  | "The Last Time in New York"                 | Pamela Fryman | Craig Gerard & Matthew Zinman | 30 september 2013      | 9ALH04        |
| 188 | 4  | "The Broken Code"                           | Pamela Fryman | Matt Kuhn                     | 7 oktober 2013         | 9ALH03        |
| 189 | 5  | "The Poker Game"                            | Pamela Fryman | Dan Gregor & Doug Mand        | 14 oktober 2013        | 9ALH05        |
| 190 | 6  | "Night Vision"                              | Pamela Fryman | Chris Harris                  | 21 oktober 2013        | 9ALH07        |
| 191 | 7  | "No Questions Asked"                        | Pamela Fryman | Stephen Lloyd                 | 28 oktober 2013        | 9ALH06        |
| 192 | 8  | "The Lighthouse"                            | Pamela Fryman | Rachel Axler                  | 4 november 2013        | 9ALH08        |
| 193 | 9  | "Platonish"                                 | Pamela Fryman | George Sloan                  | 11 november 2013       | 9ALH10        |
| 194 | 10 | "Mom and Dad"                               | Pamela Fryman | Carter Bays & Craig Thomas    | 18 november 2013       | 9ALH09        |
| 195 | 11 | "Bedtime Stories"                           | Pamela Fryman | Carter Bays & Craig Thomas    | 25 november 2013       | 9ALH12        |
| 196 | 12 | "The Rehearsal Dinner"                      | Pamela Fryman | Chuck Tatham                  | 2 december 2013        | 9ALH11        |
| 197 | 13 | "Bass Player Wanted"                        | Pamela Fryman | Carter Bays & Craig Thomas    | 16 december 2013       | 9ALH13        |
| 198 | 14 | "Slapsgiving 3: Slappointment in Slapmarra" | Pamela Fryman | Carter Bays & Craig Thomas    | 13 januari 2014        | 9ALH15        |
| 199 | 15 | "Unpause"                                   | Pamela Fryman | Chris Harris                  | 20 januari 2014        | 9ALH14        |
| 200 | 16 | "How Your Mother Met Me"                    | Pamela Fryman | Carter Bays & Craig Thomas    | 27 januari 2014        | 9ALH16        |
| 201 | 17 | "Sunrise"                                   | Pamela Fryman | Carter Bays & Craig Thomas    | 3 februari 2014        | 9ALH18        |
| 202 | 18 | "Rally"                                     | Pamela Fryman | Carter Bays & Craig Thomas    | 24 februari 2014       | 9ALH17        |
| 203 | 19 | "Vesuvius"                                  | Pamela Fryman | Barbara Adler                 | 3 maart 2014           | 9ALH19        |
| 204 | 20 | "Daisy"                                     | Pamela Fryman | Carter Bays & Craig Thomas    | 10 maart 2014          | 9ALH20        |
| 205 | 21 | "Gary Blauman"                              | Pamela Fryman | Kourtney Kang                 | 17 maart 2014          | 9ALH22        |
| 206 | 22 | "The End of the Aisle"                      | Pamela Fryman | Carter Bays & Craig Thomas    | 24 maart 2014          | 9ALH21        |
| 207 | 23 | "Last Forever, Part 1"                      | Pamela Fryman | Carter Bays & Craig Thomas    | 31 maart 2014          | 9ALH23        |
| 208 | 24 | "Last Forever, Part 2"                      | Pamela Fryman | Carter Bays & Craig Thomas    | 31 maart 2014          | 9ALH24        |